# Zaštita na radu
Zaštita na radu je skup mera koje se sprovode radi sprečavanja uticaja štetnih faktora radnog procesa ili radnog okoliša na zdravstveno stanje radnika. Zaštita na radu je sastavni deo zdravstvene zaštite radno aktivnih ljudi. Štetni faktori mogu biti fizički, hemijski, biološki i psihički (na primer telesni i psihički napor, buka, vibracije, zračenje). Opasnost je svojstvo nekoga radnog procesa ili okoliša da može uzrokovati oštećenje zdravlja, a rizik je verovatnost da u nekom radnom procesu ili okolišu postoji moguća opasnost za nastanak povrede ili za razvoj bolesti. Procena rizika od oštećenja zdravlja obuhvata utvrđivanje odnosa između nivoa izloženosti štetnom faktoru i jačine patoloških promena (bolest) u organizmu (to jest odnos između doze faktora i njegovog dejstva na organizam te odnos između doze i odgovora organizma). Na temelju takve procene donose se zakonski propisi. U Republici Srpskoj na snazi su Zakon o zaštiti na radu iz 1996. i Pravilnik o izradi procene opasnosti iz 1997., koji je temeljni akt za provedbu mera zaštite na radu. Procenom opasnosti utvrđuje se nivo rizika za nastanak povreda pri radu, profesionalnih bolesti i bolesti vezanih uz rad. Zakon o zaštiti na radu sadrži opšte odredbe o sprečavanju povreda nastalih pri radu, profesionalnih bolesti i bolesti vezanih uz rad, a osobito se zaštita propisuje radi očuvanja nesmetanoga duševnog i telesnog razvoja mladeži, zaštite žena od čimbenika koji bi mogli ugroziti ostvarivanje majčinstva, zaštite invalida i profesionalno oboljelih od daljnjeg oštećenja zdravlja i umanjenja radne sposobnosti te očuvanja sposobnosti starijih radnika u granicama primerenima njihovim godinama. Mnogim dodatnim uredbama, pravilnicima i preporukama uređeni su propisi zaštite na radu prema specifičnim štetnim faktorima u radnom procesu ili radnom okolišu.

## Objašnjenje
Zaštita na radu je skup tehničkih, zdravstvenih, pravnih, psiholoških, pedagoških i drugih delatnosti s pomoću kojih se otkrivaju i otklanjaju rizici, odnosno rizične pojave kao što su opasnosti, štetnosti i napori, a koje mogu ugroziti život i zdravlje osoba na radu. Zaštita na radu kao skup interdisciplinarnih aktivnosti uređuje mere, postupke, načela i pravila zaštite na radu kako bi se osnovnim (projektiranim, tehničkim) mjerama rizici na radu eliminirali ili umanjili odnosno sveli na prihvatljiv nivo, te kako bi se nakon primjene osnovnih pravila zaštite na radu i utvrđene razine rizika, prestali rizik sveo na prihvatljivu razinu primenom posebnih (organizacionih) pravila zaštite na radu.
Svrha zaštite na radu je stvarati sigurne radne uslove kako bi se spriječili zastoj u odvijanju tehnoloških/proizvodnih/uslužnih i drugih radnih procesa s mogućim posledicama za zdravlje i život radnika kao što su povrede na radu, profesionalne bolesti i druge bolesti u svezi s radom.
Prema zakonskim i podzakonskim odredbama (Zakoni i Pravilnici)odnosno prema temeljnom zakonu "Zakon o bezbednosti i zdravlju na radu" (u daljem tekstu "Zakonu" ("Sl. glasnik RS", br. 101/2005, 91/2015 i 113/2017 - dr. zakon):
- Poslodavac je odgovoran za organizovanje i sprovođenje zaštite na radu u svim delovima organizacije i u svim radnim procesima (čl. 13, st. 1);
- Poslodavac koji zapošljava do 50 radnika (...) može poslove zaštite na radu obavljati sam pod uslovom da nema zaposlenog radnika s potrebnim znanjima i sposobnostima za sprovođenje aktivnosti zaštite na radu vezanih uz zaštitu i prevenciju od opasnosti, štetnosti i napora (čl. 19, st. 1);
- Poslodavac koji zapošljava više od 50 radnika dužan je odrediti jednu ili više osoba za obavljanje poslova stručnjaka zaštite na radu skladno broju zaposlenih, stanju zaštite na radu te stepenu rizika (čl. 20, st.1)
- Poslodavac koji zapošljava više od 250 radnika dužan je ustrojiti samostalnu stručnu službu za zaštitu na radu čija je zadatak praćenje stanja zaštite na radu u pravnoj osobi te koja u tu svrhu objedinjuje i usklađuje rad na poslovima sprovođenja zaštite na radu.

Ako kod poslodavca nisu ispunjeni uslovi iz stavka 1 članka 19 obavljanje poslova zaštite na radu može ugovoriti s fizičkom ili pravnom osobom ovlašćenom za obavljanje poslova zaštite na radu (čl. 19, st. 2)
Prema Zakonu o zaštiti na radu obaveze Poslodavca su:
- izrada procene rizika, odnosno izrada revizije procene rizika na mestu rada te izrada procene rizika za radna mesta s računarom - radna mesta na kojima se više od 4 sata dnevno radi na računaru;
- osposobljavanje radnika za rad na siguran način te za rad na siguran način kod rada na računaru u roku od 30 dana od dana zapošljavanja (sprovodi se samo jednom, kod stupanja u radni odnos, odnosno prelaska na drugo radno mesto);
- ispitivanje elektroinstalacija koje obuhvata ispitivanje zaštite od indirektnog dodira i ispitivanje otpora izolacije; ispitivanje sistema zaštite od munje;
- ispitivanje radnog okoliša - rasvetljenost, buka, mikroklima (temperatura, vlaga, brzina strujana vazduha) i hemijski faktori koji se moraju periodično sprovoditi u intervalima ne dužim od dve godine;
- ispitivanje radne opreme (mašine, uređaji, instalacije, objekti) kako bi se utvrdila njihova ispravnost;
- osposobljavanje Poslodavca, ovlaštenika Poslodavca i poverenika radnika iz područja zaštite na radu;
- vođenje propisne evidencije na EK obrascima;
- osiguravanje zdravstvenih pregleda radnicima zaposlenim na poslove s posebnim uslovima rada;
- osiguravanje redovnih zdravstvenih pregleda vida radnika zaposlenim na radnim mestima s računarom;
- izrada plana evakuacije i spašavanja te sprovođenje vežbi evakuacije te osposobljavanje za pružanje prve pomoći.

Radnici koji rukuju radnom opremom (mašine s povećanim rizicima - viljuškari, dizalice i dr.; instalacije i objekti s povećanim rizicima - kotlarnice, elektroenergetska postrojenja i dr.) moraju biti punoletni, imati odgovarajuću stručnu spremu i pre sprovedbe stručnog osposobljavanja obavezno moraju pristupiti utvrđivanju zdravstvenog stanja (prethodni zdravstveni pregled, a kasnije periodični zdravstveni pregled).
Za smanjenje rizika od nezgoda na radu primenjuju se lična zaštitna oprema (htz oprema). Međutim, prilikom sprovođenja mera unapređenja zaštite na radu prioritet je primena osnovnih pravila zaštite na radu na radnoj opremi (npr. zaštitne naprave na mašinama i uređajima i dr.), objekti za rad (površina, visina, volumen prostora za rad i dr); instalacije (tehnička ispravnost i dr.), tj. projektovano i izvedeno stanje radne opreme skladno tehničkim pravilima struke i zaštite na radu). Tek kada se utvrdi da radna oprema predstavlja nivo rizika na nivo "preostalog rizika" koji može postati prihvatljiv uz primenu posebnih pravila zaštite na radu, prema vrsti preostalog rizika sprovodi se:
- zdravstveni nadzor radnika,
- osnovno, posebno, specifično osposobljavanje za rad na siguran način,
- stručno osposobljavanje za siguran rad s radnom opremom s povećanim rizicima,
- označavanje radne opreme sigurnosnim znakovima i uputstvima za rad na siguran način,
- upotreba Osobne zaštitne opreme, i u pisanom i dostupnom obliku,
- dokumentovani postupci i razrada tehnološkog procesa kroz sigurne radne postupke.

Osnova za provođenje zaštite na radu je procena rizika.
Procena rizika temeljni je dokument u području zaštita na radu, a izrađuje se u skladu sa svetski priznatim metodama te služi za identifikaciju, specifikaciju i evaluaciju nivoa rizičnih pojava, tj. vrste rizičnih pojava (opasnosti, štetnosti i napori). Nakon analize vrste i nivoa intenziteta rizika, planom mera daju se predlozi za primenu osnovnih i posebnih pravila zaštite na radu odnosno primenu načela zaštite radu (eliminacija ili umanjivanje rizika, udaljavanje rizika od radnika ili radnika od rizika, ograđivanje rizika ili ograđivanje radnika u odnosu na rizik, primena lične zaštitne opreme) te rokovi sprovedbe, odgovorne osobe i načini kontrole u sprovedbi utvrđenih mera zaštite na radu.

## Spoljašnje veze:
- UDRUŽENJE ZA BEZBEDBIST I ZDRAVLJE NA RADU SRBIJE Архивирано на веб-сајту  (29. новембар 2020)
- MINISTARSTVO ZA RAD, ZAPOŠLJAVANJE, BORAČKA I SOCIJALNA PITANJAu]